# Поддыбье (Ивановская область)
Поддыбье — село в Тейковском районе Ивановской области России, входит в состав Морозовского сельского поселения.

## География
Село расположено в 16 км на юго-восток от центра поселения села Морозова и в 31 км на юго-восток от райцентра города Тейково.

## История
Первые сведения о Поддыбье относятся к XVIII столетию, когда оно было деревней Лопатницкой волости и приходом принадлежало к селу Обезову. В 1773 году в селе была построена уже вторая новая деревянная церковь с престолами в честь Преображения Господня и Введения во храм Пресвятой Богородицы, была отмежевана земля на содержание причта. В 1815 году в селе была построена и освящена каменная церковь с колокольней. Престолов в ней первоначально было два: в холодной в честь Преображения Господня, в теплом приделе — в честь Введения во храм Пресвятой Богородицы. В 1855 году вследствие тесноты теплый придел был упразднен и присоединен к холодной церкви, а вместо него построена отдельная теплая каменная церковь в честь Введения во храм Пресвятой Богородицы. В 1893 году всех дворов в приходе 165, мужчин — 466, женщин — 540.
В конце XIX — начале XX века село входило в состав Торчинской волости Суздальского уезда Владимирской губернии.
С 1929 года село входило в состав Сокатовского сельсовета Тейковского района, с 2009 года — в составе Морозовского сельского поселения.

## Население
| 1859 | 1905 | 2010 |
| ---- | ---- | ---- |
| 299  | ↗320 | ↘64  |

## Достопримечательности
В селе находятся полуразрушенные церковь Спаса Преображения (1815) и церковь Введения во храм Пресвятой Богородицы (1855)